# Stanisław Tymoteusz Trojanowski
Stanisław Tymoteusz Trojanowski (né le 29 juillet 1908 à Sadłowo (Powiat de Żuromin) - mort à Auschwitz le 28 février 1942) est un frère franciscain conventuel, béatifié par Jean-Paul II en tant que victime du nazisme.

## Biographie
Il naît avec le prénom Stanislas Antoine (polonais : Stanisław Antoni) en 1908 dans le village de Sadlowo (près de Plock). Il soutient sa famille de condition trop modeste par son travail.
À 22 ans, il entre dans le couvent des frères conventuels à Niepokalanów, sous le nom de frère Timothée (Tymoteusz). Il prononce ses vœux simples le 2 février 1932, et ses vœux solennels le 11 février 1935.
Il contribue à la revue du père Maximilien Kolbe, Rycerz Niepokalanej (« le Chevalier de l'Immaculée »), et s'occupe aussi de l'infirmerie du couvent.
En octobre 1941, il est arrêté par la Gestapo avec six autres frères, et enfermé d'abord à la prison de Pawiak, à Varsovie.
Déporté à Auschwitz, il est mis aux travaux forcés. Il tombe malade, et meurt d'une pneumonie le 28 février 1942 à l'âge de 33 ans.
Il a été proclamé bienheureux par Jean-Paul II le 13 juin 1999, parmi les 108 martyrs polonais du nazisme.

## Source
- (pl) Cet article est partiellement ou en totalité issu de l’article de Wikipédia en polonais intitulé « Stanisław Tymoteusz Trojanowski » (voir la liste des auteurs).